# Francine Grimaldi
Pour les articles homonymes, voir Grimaldi.
Francine Grimaldi (née en 1944 à Laval) est une chroniqueuse culturelle québécoise. Elle a surtout œuvré au sein de la Société Radio-Canada.

## Biographie
Fille de Jean Grimaldi, Francine Grimaldi baigne toute sa jeunesse dans le milieu culturel théâtral. Dès son plus jeune âge, elle joue dans des pièces dans lesquelles œuvre son père.
Après une courte carrière d'actrice à la fin des années 1960 et au début des années 1970, Grimaldi commence à travailler à la Société Radio-Canada. Elle y œuvrera comme chroniqueuse culturelle pendant plusieurs décennies.
En juin 2019, elle annonce sa retraite.